# Morinda wallichii
Morinda wallichii là một loài thực vật có hoa trong họ Thiến thảo. Loài này được Kurz mô tả khoa học đầu tiên năm 1872.